# Oblast' di Čerkasy
L'oblast' di Čerkasy (in ucraino Черкаська область?, Čerkas'ka oblast'; AFI :[tʃerˈkɑsʲkɐ ˈɔblɐsʲtʲ]), anche denominato Čerkaščyna (Черкащина?, [tʃerˈkɑʃtʃɪnɐ]), è una delle 24 province dell'Ucraina. Situata nella parte centrale del paese, ha come capoluogo la città di Čerkasy.
L'oblast' è stata istituita nel 1954 ed è l'oblast più recente del paese, comprendente circa il 3,5% del territorio complessivo dell'Ucraina.

## Geografia fisica
Confina a ovest con l'oblast' di Vinnycja, a nord con l'oblast' di Kiev, a nord-est con l'oblast' di Poltava e a sud con l'oblast' di Kirovohrad.
Il paesaggio è prevalentemente collinare e la risorsa principale è l'agricoltura (grano, mais e girasoli). Il punto più elevato (270 m s.l.m.) si trova a occidente e quello più basso (150 m s.l.m.) si trova a oriente dove la provincia è attraversata dal fiume Dnepr che qui forma un vasto lago artificiale (bacino di Kremenčuk) lungo oltre 130 km e sulle cui rive si trova il capoluogo Čerkasy.
L'oblast' è ricca di foreste e nel suo territorio si trova il Parco Nazionale di Kanivs'kij che occupa una superficie di 341100 ha.

## Geografia antropica

### Suddivisioni amministrative
L'oblast' è suddivisa in 4 distretti: Čerkasy, Uman', Zolotonoša e Zvenyhorodka.
Prima della riforma amministrativa del 2020 l'oblast' era divisa in 20 distretti amministrativi, 16 città di importanza regionale, 15 municipalità e 823 villaggi.

## Società

### Evoluzione demografica
Al censimento del 2001 la popolazione era di 1 398 313 abitanti così suddivisa dal punto di vista etnico:
| Etnia      | Abitanti  | %     |
| ---------- | --------- | ----- |
| Ucraini    | 1 301 183 | 93,05 |
| Azeri      | 595       | 0,04  |
| Bielorussi | 3 961     | 0,28  |
| Armeni     | 1.749     | 0,13  |
| Moldavi    | 1 617     | 0,12  |
| Russi      | 75 557    | 5,40  |
| Tatari     | 537       | 0,04  |
| Rumeni     | 1 108     | 0,08  |